# Crucea Eroilor de pe Dealul lui In
Crucea Eroilor de pe Dealul lui In este un monument comemorativ al eroilor din comuna Runcu și a eroilor militari transmisioniști ai armatei române, respectiv a celor care au format Regimentele 22 Dâmbovița și 62, care au căzut în Primul Război Mondial.
Ambele regimente au fost decorate de regele Ferdinand I al României pentru eroismul manifestat în lupte. Monumentul ridicat pe Dealul lui In, denumit de localnicii din Runcu  semețul Vârf al lui In, are o înălțime de 22 metri și este amplasat la o altitudine de 1000 metri. În acest fel, Crucea Eroilor de pe Dealul lui In se plasează în anul 2018, în România, pe locul al treilea ca mărime și altitudine, după Crucea Eroilor de pe Caraiman și după Crucea Eroilor de pe Muntele Mic.
Inițiativa de ridicare a unui astfel de monument la Runcu a fost luată în luna septembrie 2016 cu ocazia unei întâlniri de 60 de ani de la intrarea în Școala de Militară de transmisioniști de la Sibiu, a promoției anului 1959. Întâlnirea absolvenților în frunte cu colonelul Dumitru Boțilă a avut loc la Runcu, Dâmbovița. Monumentul a fost ridicat cu mare rapiditate prin implicarea primarului Gheorghe Brebeanu și a Asociației Naționale Cultul Eroilor Filiala Dâmbovița. Pe frontispiciul monumentului sunt scrise numele eroilor militari care au căzut pe câmpurile de luptă. Sfințirea monumentului s-a realizat în ziua de 16 septembrie 2017 cu prilejul celei de a 26-a ediții a târgului Răvășitul oilor.

## Vezi și
- Listă a celor mai înalte cruci din România